# Modehuis Garhammer
Het modewarenhuis Garhammer is een familiebedrijf in Waldkirchen. Met bijna 500 medewerkers is het een van de grootste werkgevers in de regio. De directie wordt gevormd door de achterkleinkinderen van de oprichter Johann Garhammer, Christoph (sinds 1997) en Johannes Huber (sinds 2010).

## Geschiedenis
Het modehuis werd in 1896 opgericht door Johann Garhammer op de Marktplatz van Waldkirchen. Aan het einde van de Tweede Wereldoorlog werd het gebouw verwoest. Na de oorlog begon de wederopbouw. In 1987 had het bedrijf 170 medewerkers en 3.700 m² winkeloppervlakte.
In 2013 investeerde de onderneming 15 miljoen euro in de grote uitbreiding van het modehuis. Het architectenbureau Blocher Blocher Partners ontwierp een modern gebouw. Hierbij werd een deel van de monumentale ringmuur, die dateert uit rond 1460 en deel uitmaakt van het beschermde stadscentrum, geïntegreerd. Het winkeloppervlak nam hierbij met 3.000 m² toe tot in totaal 9.000 m².
Na de verbouwing werd op de dakverdieping Restaurant Johanns (vernoemd naar de oprichter van het bedrijf) geopend, dat in 2014 onder leiding van Michael Simon Reis een Michelinster kreeg.
Vaste klanten van het modehuis komen uit heel Beieren en het nabijgelegen Oostenrijk.
In 2014 werd het modehuis door het Handelsverband Deutschland uitgeroepen tot Store of the Year. De jury prees de voorbeeldige integratie van de stadsmuur van Waldkirchen (1460-1470) in het gebouw. In datzelfde jaar was het modehuis een van de zes genomineerden voor de World Retail Award in de categorie Winkels met een oppervlakte van meer dan 1.200 m².

## Onderscheidingen
- 1999: Bayerischer Qualitätspreis: Unternehmensqualität im Einzelhandel
- 2006: Deutscher Handelspreis, in de categorie Management-Leistung in einer Nische des Einzelhandels
- 2014: Store of the Year, Handelsverband Deutschland
- 2014: Een Michelinster voor het geïntegreerde restaurant Johanns onder chef-kok Michael Simon Reis